# Снежная сказка (фильм)
«Снежная сказка» — советский фильм-сказка 1959 года по книге Виктора Витковича и Григория Ягдфельда «Сказка среди белого дня». Второй фильм в жанре «современной сказки» режиссёрского дуэта Эльдара Шенгелая и Алексея Сахарова.
Фильм планировался к показу на фестивале детских фильмов в Каннах, но цензура заподозрила в персонаже Евгения Леонова намёк на Никиту Хрущёва, и решением комиссии во главе с председателем Сергеем Михалковым фильм не был допущен на фестиваль и был выпущен в прокат небольшим тиражом под четвёртой прокатной категорией (5—10 копий с оригинала), что было равнозначно приговору «положить фильм на полку».

## Сюжет
Канун Нового года. Мальчик Митя, который любит фантазировать, в шутку рассказывает в школе товарищам, что его детские игрушечные часики c нарисованными стрелками — волшебные и могут остановить все часы на свете, остановить время или даже оживить снежную бабу. Ему, конечно, никто не верит. Но все фантазии его неожиданно сбываются: снежная баба, которой Митя вставил вместо сердца часики, оживает, превратившись в прекрасную девочку, и он назвал её Лёлей.
О существовании часов узнаёт Старый год — загадочный и коварный старик, очень не желающий и боящийся наступления Нового года — ведь это знаменует смерть его самого. Он решает завладеть ими, чтобы остановить время и навсегда закрепить своё существование. При этом он думает, что этим своим поступком поможет людям.
Тщетно пытаясь выпросить у Мити и Лёли часы, Старый год отбирает у детей коробку с тремя невзрачными предметами — монетой, угольком и клочком бумаги с сургучной печатью. Этими волшебными вещами он оживляет ещё трёх снежных баб, делая их своими помощницами, и пытается с их помощью успеть за десять часов до прихода Нового года найти волшебные часы.

## В ролях
- Игорь Ершов — Митя (озвучивание — Маргарита Корабельникова[3])
- Алла Кожокина — Лёля (озвучивание — Маргарита Корабельникова[3])
- Евгений Леонов — Старый год
- Зинаида Нарышкина — Бумажная Душа
- Клара Лучко — Чёрная Душа (Клеопатра Петровна, тётя Клёпа)
- Вера Алтайская — Продажная Душа
- Николай Сергеев — Петушков, часовой мастер
- Михаил Пуговкин — шофёр (озвучивание — Юрий Саранцев[4][5])

## Создатели
- Сценарий — Виктор Виткович, Григорий Ягдфельд
- Постановка — Алексея Сахарова, Эльдара Шенгелая
- Операторы: Виктор Листопадов, Юрий Схиртладзе
- Композитор — Юрий Левитин
- Художник — Лев Мильчин